# Lądek (województwo warmińsko-mazurskie)
Lądek (niem. Landau) – wieś w Polsce położona w województwie warmińsko-mazurskim, w powiecie bartoszyckim, w gminie Bisztynek.
W latach 1975–1998 miejscowość administracyjnie należała do województwa olsztyńskiego.
Liczba mieszkańców: w roku 1933 – 257 osób, w 1939 – 239.
Zobacz też: Lądek, Lądek-Zdrój